# Neptun, Constanța
Neptun este o localitate componentă a municipiului Mangalia din județul Constanța, Dobrogea, România.
Neptun este una dintre cele șase stațiuni de pe litoralul românesc situate în arealul Comorova din raza orașului Mangalia. Olimpul, a cărui construcție a fost terminată în 1972, reprezintă cartierul nordic al stațiunii Neptun.
Stațiunea Neptun se află in extremitatea sud-estică a României, într-o zonă cu o vegetație relativ bogată, pădurea Comorova, pe țărmul Mării Negre, la 10 km nord de orașul Mangalia și la 38 kilometri de Constanța, pe șosea.
Printre posibilitățile de agrement se numără un cinema în aer liber, Teatrul de Vară, Bazarul Neptun, debarcaderul, terenurile polivalente de sport, două terenuri de minigolf, un parc de distracții, facilitățile pentru sporturi nautice și un sat de vacanță. Restaurantele oferă o bogată varietate de preparate culinare autohtone, specialități din pește și programe folclorice. Există posibilități diverse de practicare a sporturilor nautice pe mare sau pe lacul Neptun.
Punctul forte al stațiunii îl reprezinta plaja, La Steaguri, considerată de unii turiști ca fiind cea mai bine amenajată plajă de pe litoral,
având nisip fin și intrare în mare lină cu fund nisipos.
Aici se pot trata boli reumatice degenerative, inflamatorii și diartritice, stări posttraumatice, boli ale sistemului nervos periferic, boli dermatologice, tulburări respiratorii și de alta natură.
Factorii de cură naturală sunt clima marină bogată în aerosoli salini și radiații solare, apa de mare clorată, sulfatată, sodică, magneziană și hipotonică (grad de mineralizare: 15,5 gr.), izvoarele de ape sulfuroase mezotermale (22-27 grade Celsius), și nămolul sapropelic extras din Lacul Techirghiol.
Clima marină este caracterizată de veri fierbinți (temperatura medie în luna iulie depășeste 22 grade), majoritatea zilelor fiind însorite (soarele strălucește 10-12 ore pe zi), și ierni blânde cu ninsori slabe (temperatura medie în luna ianuarie este de 0 grade). Temperatura medie anuală este de 11,2 grade Celsius, iar precipitațiile sunt reduse (sub 400 mm anual).
Punct de plecare pentru a vizita diferite zone de interes turistic (turul litoralului românesc, excursii în Delta Dunării, excursii la ruinele vechii cetăți Histria, secolul VII i.e.n., podgoriile Murfatlar, monumentul Tropaeum Trajani de la Adamclisi etc.). De asemenea, se organizează excursii pe litoralul bulgăresc al Mării Negre: (Balcic, Albena, Nisipurile de Aur, Varna). Parc dendrologic (cedrii, chiparoși, pini, stejari, tei, mesteceni etc.).
Căile de acces în stațiune sunt: pe șosea - Pe DN39 (E 87), în apropiere de Mangalia se face la stânga pe drumul de acces care duce direct către stațiune; pe calea ferată - situată pe linia Constanța-Mangalia, Neptun și Olimp au gară comună : halta Comorova (Neptun). Este situată între cele două stațiuni și accesul este facil în ambele direcții. Distanța pe calea ferată până la Mangalia este 7 km, iar până la Constanța 36 km.